# Sông Ba
Sông Ba (phần thượng lưu gọi là Ea Pa, Ia Pa hay Krông Pa, phần hạ lưu gọi là sông Đà Rằng) là con sông lớn nhất vùng ven biển miền Trung, chảy qua 3 tỉnh miền Trung Việt Nam là Kon Tum, Gia Lai và Phú Yên với diện tích lưu vực 13.900 km².

## Khái quát
Sông dài 388 km, bắt nguồn từ dãy núi Ngọc Rô, tây bắc tỉnh Kon Tum, từ độ cao 1.549 mét, chảy theo hướng Bắc-Nam qua các huyện Kon Plông của tỉnh Kon Tum, Kbang, Đắk Pơ, An Khê, Kông Chro, Ia Pa, Ayun Pa của tỉnh Gia Lai, chuyển sang hướng Tây Bắc-Đông Nam qua huyện Krông Pa (Gia Lai) rồi đi vào địa phận Phú Yên theo hướng Tây-Đông làm thành ranh giới tự nhiên giữa Sơn Hòa và Sông Hinh, giữa Sơn Hòa và Tây Hòa, giữa Tây Hòa và Phú Hòa, giữa thị xã Đông Hòa và thành phố Tuy Hòa rồi đổ ra biển Đông ở cửa biển Đà Diễn, phía Nam thành phố Tuy Hòa.
Vùng hạ lưu của sông có tên Đà Rằng, từ này là từ đọc trại của Ea Drăng xuất phát từ tiếng Chăm cổ có nghĩa là "con sông lau sậy".
Lưu vực của hệ thống sông Ba rộng 13.900 km² bao gồm cả phần phía Đông Bắc của Đắk Lắk.
Sông Ba cung cấp nước quanh năm cho đồng bằng Tuy Hòa, với diện tích hơn 20.000 ha, vựa lúa lớn nhất Duyên hải Nam Trung Bộ.
Dọc theo sông Ba có nhiều danh lam thắng cảnh và di tích lịch sử. Cầu Đà Rằng qua sông này tại Tuy Hòa dài 1.512 m là cầu dài nhất Phú Yên.

## Phụ lưu
Các phụ lưu quan trọng nhất của sông Ba là sông Ayun (hợp lưu với Ba ở ranh giới giữa thị xã Ayun Pa và huyện Ia Pa), sông Krông Năng (hợp lưu với Ba ở ranh giới giữa Gia Lai và Phú Yên) và sông Hinh (hợp lưu huyện Sông Hinh):
- Sông Ayun: Bắt nguồn từ đỉnh núi Krong Hơ Dung ở độ cao 1.220m, chảy theo hướng Bắc Nam, sau chuyển hướng Tây Bắc - Đông Nam rồi nhập với dòng chính sông Ba tại vị trí cách thị trấn Cheo Reo khoảng 1 km về phía Bắc. Sông có diện tích lưu vực 2.950km2, độ dài sông 175 km.
- Sông Krông Năng: Bắt nguồn từ đỉnh núi Chư Tung ở độ cao 1.215m. Hướng dòng chảy chủ yếu là Bắc - Nam và Tây Bắc - Đông Nam rồi nhập với sông chính tại ranh giới Gia Lai và Phú Yên. Sông có diện tích lưu vực là 1.840km2, độ dài là 130 km.
- Sông Hinh: Bắt nguồn từ đỉnh núi Chư H'Mu ở độ cao 2.051m. Hướng dòng chính là Tây Bắc - Đông Nam đến vĩ độ 12o5' sông chảy theo hướng Bắc - Nam rồi nhập với dòng chính tại phía trên Sơn Hòa. Sông có diện tích lưu vực là 1.040km2, độ dài là 88 km.

## Lịch sử
Vùng hạ lưu sông Ba từ nhiều nghìn năm trước đã có nhiều bộ tộc cư ngụ. Di tích của các nền văn minh đồ đá từng tồn tại nơi đây vẫn còn được lưu giữ, điển hình là chiếc đàn đá Tuy An.
Từ thế kỷ 1, tại đây dần hình thành các quốc gia như Lâm Ấp, Chiêm Thành. Có bằng chứng khảo cổ học, đào được khi xây dựng công trình thủy nông Đồng Cam tại đây, cho thấy cửa biển Đà Diễn, thời kỳ từ thế kỷ 7 đến thế kỷ 15, đã từng là trung tâm thương mại quốc tế sầm uất. Các hiện vật đào được gồm nhiều loại tiền cổ, khối lượng đến một tấn, gồm tiền Đại Việt thời Hồng Đức, tiền "Khai nguyên thông bảo" nhà Đường, tiền Triều Tiên,... Thời Chăm có thành Hồ (ở Hòa Định ngày nay), một kinh thành, quân thành lớn. Cảng giao thương cũ ở xã Hòa An
Đến năm 1471, vua Lê Thánh Tông đã hành quân vào đây trừng phạt vua Chiêm Thành vì tội quấy nhiễu vùng Hóa Châu, bắc đèo Hải Vân (Huế, và một phần Quảng Trị ngày nay). Lê Thánh Tông đã khắc lên một tảng đá lớn trên núi Thạch Bi (còn gọi là núi Đá Bia), thuộc hạ lưu sông Ba, làm mốc ranh giới Đại Việt. Đây cũng là một dấu mốc lịch sử trong quá trình Nam tiến của người Việt.
Tuy đã đánh mốc như vậy, phải hơn 100 năm sau, đến năm 1578, đô chỉ huy sứ Lương Văn Chánh, vâng mệnh chúa Nguyễn Hoàng, mới đem lưu dân từ Thanh Hóa, Nghệ An và Thuận Quảng vào khai khẩn, lập xóm làng tại vùng đồng bằng Tuy Hòa.

## Các công trình thủy điện thủy lợi
Các công trình thủy điện thủy lợi trong lưu vực sông Ba:

### Thủy điện An Khê & Kanak
Thủy điện An Khê & Kanak nằm tại Sông Ba, huyện Kbang và thị xã An Khê, tỉnh Gia Lai; huyện Tây Sơn, tỉnh Bình Định, Việt Nam.

### Đập Đồng Cam
Ở hạ lưu sông Ba có công trình thủy nông Đồng Cam, đảm bảo ổn định tưới tiêu cho toàn bộ đồng bằng Tuy Hòa (tưới 20.000ha). Công trình này được xây dựng bởi người Pháp từ thập niên 1920. Các kỹ sư tham gia xây dựng công trình gồm người Pháp, Việt và Lào; trong đó có Trần Đăng Khoa, bộ trưởng đầu tiên của Bộ Thủy lợi Việt Nam Dân chủ Cộng hòa, và Hoàng thân Souphanouvong, cựu chủ tịch nước Cộng hòa Dân chủ Nhân dân Lào.

### Thủy điện Sông Ba Hạ
Thủy điện Sông Ba Hạ được quy hoạch trên địa bàn 15 xã miền núi thuộc hai huyện Sông Hinh (tỉnh Phú Yên) và huyện Krông Pa (tỉnh Gia Lai). Nhà máy thủy điện sông Ba Hạ có hai tổ máy với công suất 220 MW, sản lượng điện trung bình 825 triệu Kwh/năm, khởi công tháng 4/2004 hoàn thành tháng 11/2009 .

### Hồ Ayun
Hồ Ayun hạ bắt đầu khai thác từ năm 1995, dung tích hữu ích là 201 triệu m3, tưới cho khoảng 8.000 ha, năm 2001 bổ sung thêm công trình thủy điện với công suất lắp máy là 2,7 MW.

### Hồ sông Hinh
Hồ sông Hinh với dung tích hữu ích là 323 triệu m3 nước phát điện năm 1999 khánh thành năm 2001 với công suất lắp máy 70 MW, tưới trực tiếp 4.500 ha, bổ sung nước cho đập Đồng Cam.

## Môi trường

### Ô nhiễm từ các nhà máy
Theo báo Tiền Phong, một đoạn sông Ba dài khoảng 500m chảy qua làng Tờ Mật (xã Đông, huyện Kbang, Gia Lai) đỏ lòm, đặc quánh bùn thiếc do nhà máy tuyển quặng Kbang của Tập đoàn Hoàng Anh Gia Lai xả ra.
Xuống dưới một đoạn là huyện Đak Pơ, thị xã An Khê, huyện Kông Chro, dòng sông bốc mùi hôi thối nồng nặc do các nhà máy mía đường, gỗ… xả nước, dòng sông lúc này như con lạch nhỏ màu nước gạo chở theo đầy rác.

### Mất nước vì nhà máy thủy điện
Khi Thủy điện An Khê - Kanak bắt đầu tích nước, nhiều đoạn của sông Ba kiệt nước, chỉ còn trơ lại đá, cá chết nổi trắng sông. Khoảng 30 km cuối dòng chảy qua thị xã Ayun Pa, huyện Ia Pa, huyện Krông Pa (Gia Lai), nơi đâu cũng bắt gặp những đàn bò đang gặm cỏ trên cánh đồng mọc giữa dòng.

### Hạn hán 2016
Theo báo cáo về tình hình nắng hạn mới nhất của UBND tỉnh Gia Lai, toàn tỉnh đã có hàng chục ngàn hécta cây trồng bị thiếu nước tưới, ước thiệt hại hàng trăm tỷ đồng. Các địa phương phụ thuộc nguồn nước sông Ba là Kbang, Đak Pơ, An Khê, Kông Chro, Ia Pa, Ayun Pa, Krông Pa có khoảng 5.000 hộ dân thiếu nước sinh hoạt, hàng chục ngàn người thiếu đói.

### Ảnh hưởng về đời sống, văn hóa
Tiến sĩ Nguyễn Thị Kim Vân, Giám đốc Bảo tàng tỉnh Gia Lai, nhiều năm nghiên cứu về văn hóa Tây nguyên, cho ý kiến: "Đời sống người dân Tây Nguyên nói chung và tỉnh Gia Lai nói riêng gắn liền với nguồn nước. Khi nguồn nước bị ô nhiễm và cạn kiệt, người dân buộc phải tìm cách thích nghi mới. Muốn hay không, nhiều tập quán đẹp trong truyền thống văn hóa của họ sẽ dần biến mất. Cứu sông chính là cứu những truyền thống văn hóa, những làng nghề đánh cá và cuộc sống của hàng triệu cư dân địa phương".